# 1284
Portal Geschichte | Portal Biografien | Aktuelle Ereignisse | Jahreskalender | Tagesartikel

◄ |
12. Jahrhundert |
13. Jahrhundert
| 14. Jahrhundert | ►

◄ |
1250er |
1260er |
1270er |
1280er
| 1290er | 1300er | 1310er | ►

◄◄ |
◄ |
1280 |
1281 |
1282 |
1283 |
1284
| 1285 | 1286 | 1287 | 1288 | ► | ►►
Staatsoberhäupter  · Nekrolog
| Januar | Januar | Januar | Januar | Januar | Januar | Januar | Januar |
| Kw     | Mo     | Di     | Mi     | Do     | Fr     | Sa     | So     |
| ------ | ------ | ------ | ------ | ------ | ------ | ------ | ------ |
| 52     |        |        |        |        |        | 1      | 2      |
| 1      | 3      | 4      | 5      | 6      | 7      | 8      | 9      |
| 2      | 10     | 11     | 12     | 13     | 14     | 15     | 16     |
| 3      | 17     | 18     | 19     | 20     | 21     | 22     | 23     |
| 4      | 24     | 25     | 26     | 27     | 28     | 29     | 30     |
| 5      | 31     |        |        |        |        |        |        |

| Februar | Februar | Februar | Februar | Februar | Februar | Februar | Februar |
| Kw      | Mo      | Di      | Mi      | Do      | Fr      | Sa      | So      |
| ------- | ------- | ------- | ------- | ------- | ------- | ------- | ------- |
| 5       |         | 1       | 2       | 3       | 4       | 5       | 6       |
| 6       | 7       | 8       | 9       | 10      | 11      | 12      | 13      |
| 7       | 14      | 15      | 16      | 17      | 18      | 19      | 20      |
| 8       | 21      | 22      | 23      | 24      | 25      | 26      | 27      |
| 9       | 28      | 29      |         |         |         |         |         |

| März | März | März | März | März | März | März | März |
| Kw   | Mo   | Di   | Mi   | Do   | Fr   | Sa   | So   |
| ---- | ---- | ---- | ---- | ---- | ---- | ---- | ---- |
| 9    |      |      | 1    | 2    | 3    | 4    | 5    |
| 10   | 6    | 7    | 8    | 9    | 10   | 11   | 12   |
| 11   | 13   | 14   | 15   | 16   | 17   | 18   | 19   |
| 12   | 20   | 21   | 22   | 23   | 24   | 25   | 26   |
| 13   | 27   | 28   | 29   | 30   | 31   |      |      |

| April | April | April | April | April | April | April | April |
| Kw    | Mo    | Di    | Mi    | Do    | Fr    | Sa    | So    |
| ----- | ----- | ----- | ----- | ----- | ----- | ----- | ----- |
| 13    |       |       |       |       |       | 1     | 2     |
| 14    | 3     | 4     | 5     | 6     | 7     | 8     | 9     |
| 15    | 10    | 11    | 12    | 13    | 14    | 15    | 16    |
| 16    | 17    | 18    | 19    | 20    | 21    | 22    | 23    |
| 17    | 24    | 25    | 26    | 27    | 28    | 29    | 30    |

| Mai | Mai | Mai | Mai | Mai | Mai | Mai | Mai |
| Kw  | Mo  | Di  | Mi  | Do  | Fr  | Sa  | So  |
| --- | --- | --- | --- | --- | --- | --- | --- |
| 18  | 1   | 2   | 3   | 4   | 5   | 6   | 7   |
| 19  | 8   | 9   | 10  | 11  | 12  | 13  | 14  |
| 20  | 15  | 16  | 17  | 18  | 19  | 20  | 21  |
| 21  | 22  | 23  | 24  | 25  | 26  | 27  | 28  |
| 22  | 29  | 30  | 31  |     |     |     |     |

| Juni | Juni | Juni | Juni | Juni | Juni | Juni | Juni |
| Kw   | Mo   | Di   | Mi   | Do   | Fr   | Sa   | So   |
| ---- | ---- | ---- | ---- | ---- | ---- | ---- | ---- |
| 22   |      |      |      | 1    | 2    | 3    | 4    |
| 23   | 5    | 6    | 7    | 8    | 9    | 10   | 11   |
| 24   | 12   | 13   | 14   | 15   | 16   | 17   | 18   |
| 25   | 19   | 20   | 21   | 22   | 23   | 24   | 25   |
| 26   | 26   | 27   | 28   | 29   | 30   |      |      |

| Juli | Juli | Juli | Juli | Juli | Juli | Juli | Juli |
| Kw   | Mo   | Di   | Mi   | Do   | Fr   | Sa   | So   |
| ---- | ---- | ---- | ---- | ---- | ---- | ---- | ---- |
| 26   |      |      |      |      |      | 1    | 2    |
| 27   | 3    | 4    | 5    | 6    | 7    | 8    | 9    |
| 28   | 10   | 11   | 12   | 13   | 14   | 15   | 16   |
| 29   | 17   | 18   | 19   | 20   | 21   | 22   | 23   |
| 30   | 24   | 25   | 26   | 27   | 28   | 29   | 30   |
| 31   | 31   |      |      |      |      |      |      |

| August | August | August | August | August | August | August | August |
| Kw     | Mo     | Di     | Mi     | Do     | Fr     | Sa     | So     |
| ------ | ------ | ------ | ------ | ------ | ------ | ------ | ------ |
| 31     |        | 1      | 2      | 3      | 4      | 5      | 6      |
| 32     | 7      | 8      | 9      | 10     | 11     | 12     | 13     |
| 33     | 14     | 15     | 16     | 17     | 18     | 19     | 20     |
| 34     | 21     | 22     | 23     | 24     | 25     | 26     | 27     |
| 35     | 28     | 29     | 30     | 31     |        |        |        |

| September | September | September | September | September | September | September | September |
| Kw        | Mo        | Di        | Mi        | Do        | Fr        | Sa        | So        |
| --------- | --------- | --------- | --------- | --------- | --------- | --------- | --------- |
| 35        |           |           |           |           | 1         | 2         | 3         |
| 36        | 4         | 5         | 6         | 7         | 8         | 9         | 10        |
| 37        | 11        | 12        | 13        | 14        | 15        | 16        | 17        |
| 38        | 18        | 19        | 20        | 21        | 22        | 23        | 24        |
| 39        | 25        | 26        | 27        | 28        | 29        | 30        |           |

| Oktober | Oktober | Oktober | Oktober | Oktober | Oktober | Oktober | Oktober |
| Kw      | Mo      | Di      | Mi      | Do      | Fr      | Sa      | So      |
| ------- | ------- | ------- | ------- | ------- | ------- | ------- | ------- |
| 39      |         |         |         |         |         |         | 1       |
| 40      | 2       | 3       | 4       | 5       | 6       | 7       | 8       |
| 41      | 9       | 10      | 11      | 12      | 13      | 14      | 15      |
| 42      | 16      | 17      | 18      | 19      | 20      | 21      | 22      |
| 43      | 23      | 24      | 25      | 26      | 27      | 28      | 29      |
| 44      | 30      | 31      |         |         |         |         |         |

| November | November | November | November | November | November | November | November |
| Kw       | Mo       | Di       | Mi       | Do       | Fr       | Sa       | So       |
| -------- | -------- | -------- | -------- | -------- | -------- | -------- | -------- |
| 44       |          |          | 1        | 2        | 3        | 4        | 5        |
| 45       | 6        | 7        | 8        | 9        | 10       | 11       | 12       |
| 46       | 13       | 14       | 15       | 16       | 17       | 18       | 19       |
| 47       | 20       | 21       | 22       | 23       | 24       | 25       | 26       |
| 48       | 27       | 28       | 29       | 30       |          |          |          |

| Dezember | Dezember | Dezember | Dezember | Dezember | Dezember | Dezember | Dezember |
| Kw       | Mo       | Di       | Mi       | Do       | Fr       | Sa       | So       |
| -------- | -------- | -------- | -------- | -------- | -------- | -------- | -------- |
| 48       |          |          |          |          | 1        | 2        | 3        |
| 49       | 4        | 5        | 6        | 7        | 8        | 9        | 10       |
| 50       | 11       | 12       | 13       | 14       | 15       | 16       | 17       |
| 51       | 18       | 19       | 20       | 21       | 22       | 23       | 24       |
| 52       | 25       | 26       | 27       | 28       | 29       | 30       | 31       |

| Januar | Januar | Januar | Januar | Januar | Januar | Januar | Januar |
| Kw     | Mo     | Di     | Mi     | Do     | Fr     | Sa     | So     |
| ------ | ------ | ------ | ------ | ------ | ------ | ------ | ------ |
| 52     |        |        |        |        |        | 1      | 2      |
| 1      | 3      | 4      | 5      | 6      | 7      | 8      | 9      |
| 2      | 10     | 11     | 12     | 13     | 14     | 15     | 16     |
| 3      | 17     | 18     | 19     | 20     | 21     | 22     | 23     |
| 4      | 24     | 25     | 26     | 27     | 28     | 29     | 30     |
| 5      | 31     |        |        |        |        |        |        |

| Februar | Februar | Februar | Februar | Februar | Februar | Februar | Februar |
| Kw      | Mo      | Di      | Mi      | Do      | Fr      | Sa      | So      |
| ------- | ------- | ------- | ------- | ------- | ------- | ------- | ------- |
| 5       |         | 1       | 2       | 3       | 4       | 5       | 6       |
| 6       | 7       | 8       | 9       | 10      | 11      | 12      | 13      |
| 7       | 14      | 15      | 16      | 17      | 18      | 19      | 20      |
| 8       | 21      | 22      | 23      | 24      | 25      | 26      | 27      |
| 9       | 28      | 29      |         |         |         |         |         |

| März | März | März | März | März | März | März | März |
| Kw   | Mo   | Di   | Mi   | Do   | Fr   | Sa   | So   |
| ---- | ---- | ---- | ---- | ---- | ---- | ---- | ---- |
| 9    |      |      | 1    | 2    | 3    | 4    | 5    |
| 10   | 6    | 7    | 8    | 9    | 10   | 11   | 12   |
| 11   | 13   | 14   | 15   | 16   | 17   | 18   | 19   |
| 12   | 20   | 21   | 22   | 23   | 24   | 25   | 26   |
| 13   | 27   | 28   | 29   | 30   | 31   |      |      |

| April | April | April | April | April | April | April | April |
| Kw    | Mo    | Di    | Mi    | Do    | Fr    | Sa    | So    |
| ----- | ----- | ----- | ----- | ----- | ----- | ----- | ----- |
| 13    |       |       |       |       |       | 1     | 2     |
| 14    | 3     | 4     | 5     | 6     | 7     | 8     | 9     |
| 15    | 10    | 11    | 12    | 13    | 14    | 15    | 16    |
| 16    | 17    | 18    | 19    | 20    | 21    | 22    | 23    |
| 17    | 24    | 25    | 26    | 27    | 28    | 29    | 30    |

| Mai | Mai | Mai | Mai | Mai | Mai | Mai | Mai |
| Kw  | Mo  | Di  | Mi  | Do  | Fr  | Sa  | So  |
| --- | --- | --- | --- | --- | --- | --- | --- |
| 18  | 1   | 2   | 3   | 4   | 5   | 6   | 7   |
| 19  | 8   | 9   | 10  | 11  | 12  | 13  | 14  |
| 20  | 15  | 16  | 17  | 18  | 19  | 20  | 21  |
| 21  | 22  | 23  | 24  | 25  | 26  | 27  | 28  |
| 22  | 29  | 30  | 31  |     |     |     |     |

| Juni | Juni | Juni | Juni | Juni | Juni | Juni | Juni |
| Kw   | Mo   | Di   | Mi   | Do   | Fr   | Sa   | So   |
| ---- | ---- | ---- | ---- | ---- | ---- | ---- | ---- |
| 22   |      |      |      | 1    | 2    | 3    | 4    |
| 23   | 5    | 6    | 7    | 8    | 9    | 10   | 11   |
| 24   | 12   | 13   | 14   | 15   | 16   | 17   | 18   |
| 25   | 19   | 20   | 21   | 22   | 23   | 24   | 25   |
| 26   | 26   | 27   | 28   | 29   | 30   |      |      |

| Juli | Juli | Juli | Juli | Juli | Juli | Juli | Juli |
| Kw   | Mo   | Di   | Mi   | Do   | Fr   | Sa   | So   |
| ---- | ---- | ---- | ---- | ---- | ---- | ---- | ---- |
| 26   |      |      |      |      |      | 1    | 2    |
| 27   | 3    | 4    | 5    | 6    | 7    | 8    | 9    |
| 28   | 10   | 11   | 12   | 13   | 14   | 15   | 16   |
| 29   | 17   | 18   | 19   | 20   | 21   | 22   | 23   |
| 30   | 24   | 25   | 26   | 27   | 28   | 29   | 30   |
| 31   | 31   |      |      |      |      |      |      |

| August | August | August | August | August | August | August | August |
| Kw     | Mo     | Di     | Mi     | Do     | Fr     | Sa     | So     |
| ------ | ------ | ------ | ------ | ------ | ------ | ------ | ------ |
| 31     |        | 1      | 2      | 3      | 4      | 5      | 6      |
| 32     | 7      | 8      | 9      | 10     | 11     | 12     | 13     |
| 33     | 14     | 15     | 16     | 17     | 18     | 19     | 20     |
| 34     | 21     | 22     | 23     | 24     | 25     | 26     | 27     |
| 35     | 28     | 29     | 30     | 31     |        |        |        |

| September | September | September | September | September | September | September | September |
| Kw        | Mo        | Di        | Mi        | Do        | Fr        | Sa        | So        |
| --------- | --------- | --------- | --------- | --------- | --------- | --------- | --------- |
| 35        |           |           |           |           | 1         | 2         | 3         |
| 36        | 4         | 5         | 6         | 7         | 8         | 9         | 10        |
| 37        | 11        | 12        | 13        | 14        | 15        | 16        | 17        |
| 38        | 18        | 19        | 20        | 21        | 22        | 23        | 24        |
| 39        | 25        | 26        | 27        | 28        | 29        | 30        |           |

| Oktober | Oktober | Oktober | Oktober | Oktober | Oktober | Oktober | Oktober |
| Kw      | Mo      | Di      | Mi      | Do      | Fr      | Sa      | So      |
| ------- | ------- | ------- | ------- | ------- | ------- | ------- | ------- |
| 39      |         |         |         |         |         |         | 1       |
| 40      | 2       | 3       | 4       | 5       | 6       | 7       | 8       |
| 41      | 9       | 10      | 11      | 12      | 13      | 14      | 15      |
| 42      | 16      | 17      | 18      | 19      | 20      | 21      | 22      |
| 43      | 23      | 24      | 25      | 26      | 27      | 28      | 29      |
| 44      | 30      | 31      |         |         |         |         |         |

| November | November | November | November | November | November | November | November |
| Kw       | Mo       | Di       | Mi       | Do       | Fr       | Sa       | So       |
| -------- | -------- | -------- | -------- | -------- | -------- | -------- | -------- |
| 44       |          |          | 1        | 2        | 3        | 4        | 5        |
| 45       | 6        | 7        | 8        | 9        | 10       | 11       | 12       |
| 46       | 13       | 14       | 15       | 16       | 17       | 18       | 19       |
| 47       | 20       | 21       | 22       | 23       | 24       | 25       | 26       |
| 48       | 27       | 28       | 29       | 30       |          |          |          |

| Dezember | Dezember | Dezember | Dezember | Dezember | Dezember | Dezember | Dezember |
| Kw       | Mo       | Di       | Mi       | Do       | Fr       | Sa       | So       |
| -------- | -------- | -------- | -------- | -------- | -------- | -------- | -------- |
| 48       |          |          |          |          | 1        | 2        | 3        |
| 49       | 4        | 5        | 6        | 7        | 8        | 9        | 10       |
| 50       | 11       | 12       | 13       | 14       | 15       | 16       | 17       |
| 51       | 18       | 19       | 20       | 21       | 22       | 23       | 24       |
| 52       | 25       | 26       | 27       | 28       | 29       | 30       | 31       |

## Ereignisse

### Politik und Weltgeschehen

#### Britische Inseln

Wales nach dem Statut von Rhuddlan, blau und grün die neuen Grafschaften des Fürstentums Wales

Das Statut von Rhuddlan tritt am 3. März in Kraft. Das von König Edward I. von England erlassene Gesetz regelt im eroberten Wales Recht und Verwaltung. Durch das Gesetz wird das Fürstentum Wales in die Grafschaften Flintshire, Anglesey, Caernarfonshire, Merionethshire, Cardiganshire und Carmarthenshire unterteilt. In den Grafschaften werden die Ämter des Sheriffs, des Coroner und des Bailiff eingeführt. Für Wales wird ein Justiciar ernannt, der die Einhaltung des Friedens überwachen soll. Dazu wird im Fürstentum Wales das englische Common Law eingeführt, das jedoch in einigen Punkten wie dem Erbrecht den walisischen Bräuchen angepasst wird. Das Statut gilt allerdings nur für das ehemalige Fürstentum Gwynedd, das im neuen englischen Fürstentum Wales aufgeht, und nicht in den Baronien der Welsh Marches, in denen die Marcher Lords weiterhin weitgehend autonom herrschen können.

#### Westliches Mittelmeer
- 5. Juni: Die Flotte Karls von Anjou erleidet im Streit um das Königreich Sizilien eine schwere Niederlage in der Bucht von Neapel gegen die Flotte Peters III. von Aragón unter der Führung seines Admirals Ruggiero di Lauria. Karls gleichnamiger Sohn gerät in Kriegsgefangenschaft.
- 6. August: Die Seeschlacht bei Meloria zwischen den Seerepubliken Genua und Pisa gerät zur größten maritimen Auseinandersetzung im Mittelalter. Die siegreichen Genueser gewinnen Korsika, Elba und Sardinien dazu und werden über Jahrzehnte zu einer starken Seemacht im Mittelmeer. Etwa 11.000 Pisaner gehen in genuesische Gefangenschaft, unter ihnen wahrscheinlich Rustichello da Pisa, der dort Jahre später Marco Polo begegnen wird. Diese Niederlage bricht die Macht Pisas zwar nicht völlig, es hat in der Folgezeit aber immer größere Probleme damit, sein verbliebenes Herrschaftsgebiet zu behaupten.
- Jakob II. von Mallorca, jüngerer Bruder Peters von Aragón, gewährt dem französischen König Philipp III. das Recht auf Durchmarsch durch seine Grafschaft Roussillon, um gegen Aragón Krieg zu führen.

#### Östliches Mittelmeer/Levante
- 11. Mai: Nach dem Tod seines Vaters Hugo III. wird Johann I. König von Zypern und als Johann II. auch von Jerusalem.

#### Zentralasien
Der prochristliche Buddhist Arghun stürzt seinen islamischen Onkel Tekuder und folgt ihm als Ilchan von Persien nach. Er lässt seinen Vorgänger am 10. August hinrichten.

#### Ost- und Südostasien

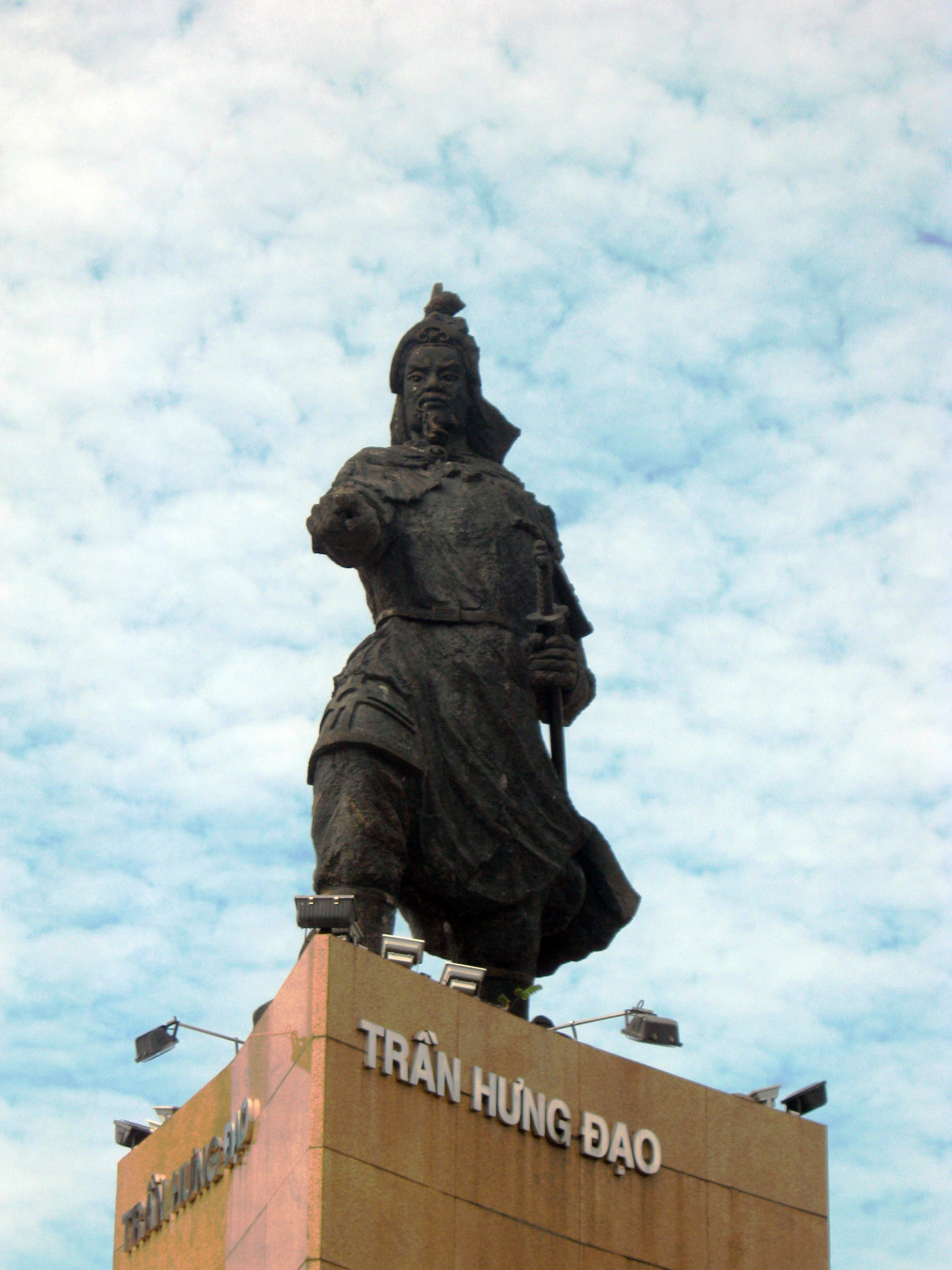
Statue Trần Hưng Đạos in Ho-Chi-Minh-Stadt

Der vietnamesische Feldherr Trần Hưng Đạo besiegt mittels einer Kriegslist ein Heer der anstürmenden Mongolen unter Kublai Khan vernichtend. Die Tran-Dynastie bleibt damit vom Kaiserreich China unter der Yuan-Dynastie unabhängig.

#### Stadtrechte und urkundliche Ersterwähnungen

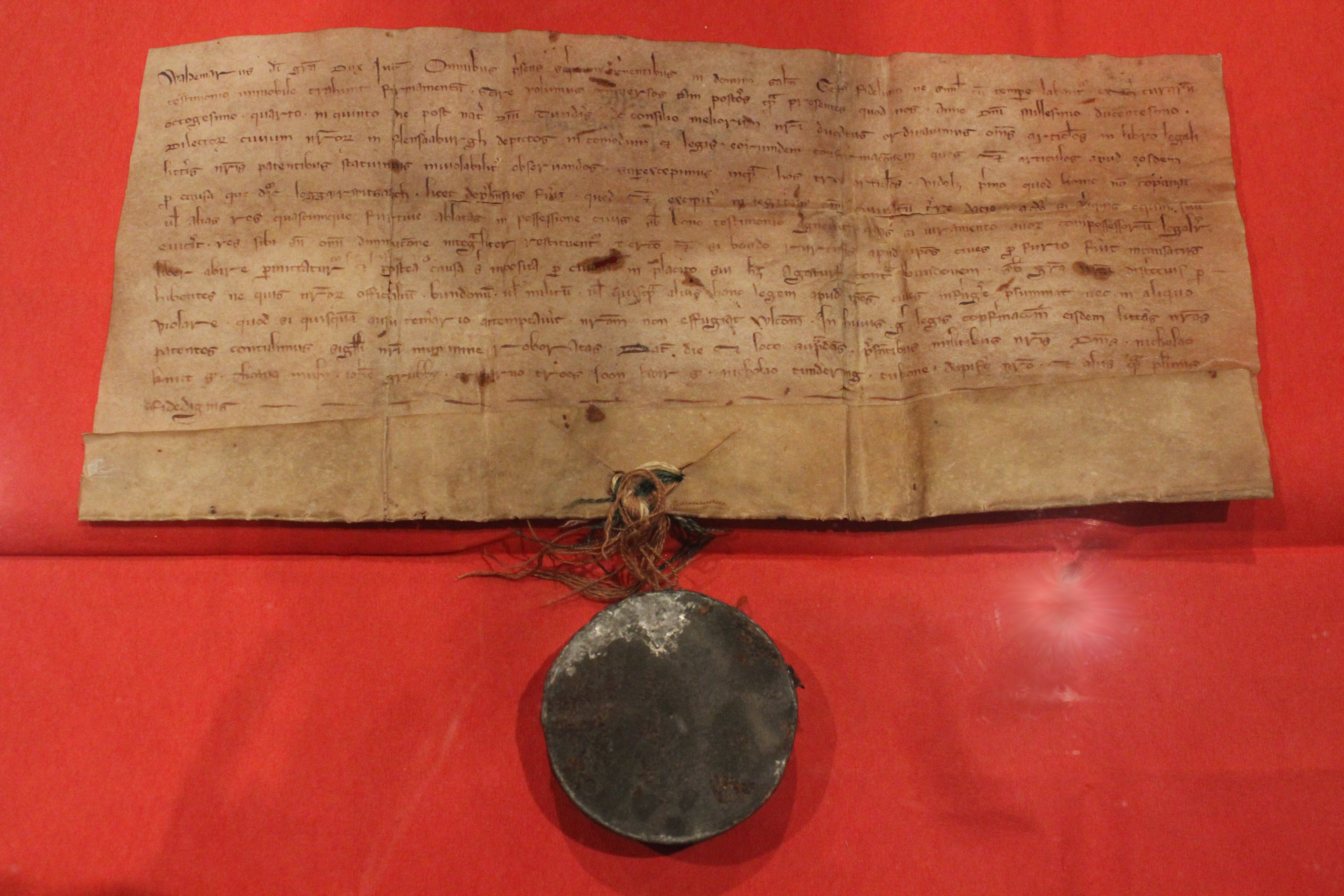
Die Stadtrechtsurkunde Flensburgs

- 29. Dezember: Der dänische König Erik Glipping verleiht Flensburg das Stadtrecht, das von Herzog Waldemar IV. von Schleswig bestätigt wird. Flensburg wird rasch die bedeutendste Stadt des dänischen Herzogtums Schleswig.
- König Rudolf I. verleiht Sulz am Neckar die Stadtrechte.

### Wirtschaft
- Reval wird Mitglied der Hanse.
- Gründung der schwedischen Großen Kupferbaugesellschaft in Falun (gilt als „älteste AG“) (Stein, Kulturfahrplan)
- Venedig prägt den goldenen Zecchino (s. Dukaten).

### Wissenschaft und Technik
- Gründung des ersten Colleges (Peterhouse) der Universität Cambridge.
- Erfurt: Keine andere Stadt in Deutschland hat in der zweiten Hälfte des 13. Jahrhunderts mehr Studenten. Im Carmen satiricum occulti Erfordensis des Nikolaus von Bibra (1281/) wird die Zahl von 1000 Erfurter Scholaren angegeben.

### Kultur, Gesellschaft und Religion

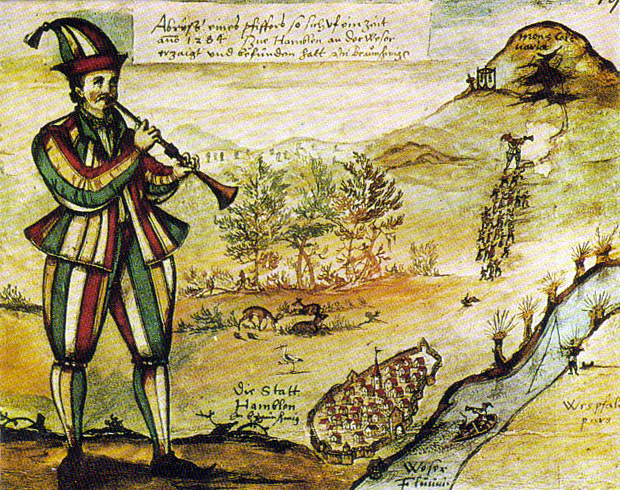
Darstellung des Rattenfängers von Hameln in einer Kopie einer Glasmalerei in Marktkirche zu Hameln

- 26. Juni: In der niedersächsischen Stadt Hameln kommt es zu einem „Kinderauszug“. Als historischer Hintergrund ist anzunehmen, dass es sich dabei um junge Menschen aus Hameln handelt, die von adligen Territorialherren oder Lokatoren zur Ostkolonisation angeworben worden sind. Das ist Grundlage für die Sage über den Rattenfänger von Hameln.
- 16. August: Philipp der Schöne, späterer König von Frankreich, heiratet Johanna von Navarra.
- Giovanni Pisano wird Dombaumeister in Siena und mit dem Bau der Westfassade betraut, für die er Skulpturen erstellt.
- Erwin von Steinbach, Leiter der Bauhütte am Straßburger Münster, wird erstmals urkundlich erwähnt.
- 1284/1294: Der Rudolfsturm in Hallstatt wird errichtet.

### Katastrophen
- 5. August: Hamburg wird durch einen Brand zerstört.

### Natur und Umwelt
- Deutschland: Der Frühling ist sehr mild, vor allem am Ende des Sommers ist es sehr warm und trocken.

## Geboren

### Geburtsdatum gesichert

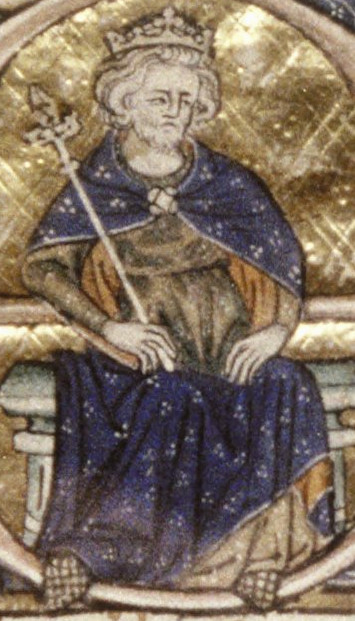
Edward II., um 1320

- 25. April: Eduard II., König von England, Lord of Ireland und Herzog von Aquitanien († 1327)

### Genaues Geburtsdatum unbekannt
- Gusai, japanischer Zen-Mönch und Dichter († 1378)
- Johann I., Graf von Holland († 1299)
- Al-Malik an-Nasir Muhammad, Sultan der Mamluken in  Ägypten († 1341)
- Simone Martini, italienischer Maler († 1344)
- Rangjung Dorje, dritter Karmapa der Karma-Kagyü-Schule des tibetischen Buddhismus († 1339)
- Werner von Homberg, Minnesänger, Ritter und Kriegshauptmann im Dienst der deutschen Kaiser († 1320)

### Geboren um 1284
- Piers Gaveston, 1. Earl of Cornwall, gascognisch-englischer Adeliger, Günstling und Geliebter von König Edward II. († 1312)
- Heinrich III., Vogt von Plauen

## Gestorben

### Erstes Halbjahr
- 6. Januar: Heinrich I., Graf von Fürstenberg (* um 1215)
- 16. Januar: Ulrich von Blücher, Bischof von Ratzeburg (* um 1214)
- vor dem 21. Januar: Amicia de Clare, englische Adlige und Gründerin von Buckland Abbey (* 1220)
- 28. Januar: Alexander, schottischer Thronerbe und Lord of Man (* 1264)
- 12. Februar: Humfried von Montfort, Herr von Tyrus und Beirut
- nach dem 21. Februar: Konrad, Graf von Gützkow
- März: Hugo III., König von Zypern und Jerusalem (* um 1235)
- 2. April: Werner von Eppstein, Reichserzkanzler, Kurfürst und Erzbischof von Mainz (* um 1225)
- 4. April: Alfons X., König von Kastilien und León sowie (Gegen-)König des Heiligen Römischen Reichs (* 1221)
- 7. April: Friedrich II. von Walchen, Erzbischof von Salzburg
- 20. April: Hōjō Tokimune, japanischer Regent (* 1251)

### Zweites Halbjahr
- 30. Juli: Sturla Þórðarson, isländischer Schriftsteller und Skalde (* 1214)
- 10. August: Tekuder, Ilchan von Persien (* um 1247)
- 19. August: Alphonso, Earl of Chester, Sohn und Thronfolger von Eduard I. von England (* 1273)
- 30. August: Ichijō Sanetsune, japanischer Regent (* 1223)
- 21. Oktober: Gerhard von Ennstal, Bischof von Lavant
- vor dem 10. November: Siger von Brabant, französischer Philosoph (* um 1235/1240)

### Genaues Todesdatum unbekannt
- Adelheid von Holland, Regentin der Grafschaft Holland und Zeeland sowie Gräfin des Hennegau (* um 1230)
- Heinrich II., Graf von Zweibrücken
- Heinrich II. von Heiligenkreuz, deutscher Zisterzienser und Abt dreier Klöster (* um 1200)
- Ibn Abi Umara, Usurpator im Hafsidenreich
- Johannes von Lune, Erzbischof von Riga
- Nicolas Lorgne, Großmeister des Johanniterordens
- Otto von Tübingen, Pfalzgraf von Tübingen

### Gestorben um 1284
- Boetius von Dacien, schwedisch/dänischer Philosoph
- Ibn Kammuna, jüdischer Philosoph, Theologe und Arzt (* um 1215)